# Трибунцев, Тимофей Владимирович
Тимофе́й Влади́мирович Трибу́нцев (род. 1 июля 1973, Киров) — российский актёр театра и кино. Лауреат премий «Ника» (2017) и «Золотая маска» (2020).

## Биография
Родился 1 июля 1973 года в городе Кирове.
С 15 лет участвовал в спектаклях кировского театра «Гротеск».
Мать, Татьяна Геннадьевна Семакова, и двоюродный брат, Алексей Пантелеев, играют в кировском театре «Гротеск» и сейчас.
До начала профессиональной актёрской карьеры занимался также разнообразной работой, не имеющей прямого отношения к актёрскому искусству (в том числе, например, работал в милиции). Затем, в 1998 году, переехал в Москву и поступил в Высшее театральное училище имени М. С. Щепкина. Окончив его в 2002 году, по предложению Константина Райкина получил место в театре «Сатирикон» и ввод в спектакль «Король Лир».
Помимо «Сатирикона», периодически выступает и в других театрах: театре Елены Камбуровой, Центре режиссуры и драматургии Казанцева, Театральном товариществе «814» и в театре «Практика».
Лауреат нескольких премий: «Чайка» — за роль Кента в спектакле «Король Лир», «АПКиТ» — за роль второго плана в сериале «Мёртвые души», а также «Ника» и «Белый слон» — за роль монаха Ивана в фильме Николая Досталя «Монах и бес» и других.
Дебютировал на экране в сериале «Дальнобойщики», но получил настоящую известность после выхода фильма Павла Лунгина «Остров», в котором сыграл главного героя в молодости.
В 2013 году на телевидении состоялась премьера двух сериалов: «Департамент» и «Женский день». В обоих Трибунцев исполнил главную роль. В 2014-м состоялась кинотеатральная премьера комедии «В спорте только девушки» при участии актёра.
В 2015 году вышли сериалы «Родина», «Тихий Дон», «Метод» и «Фарца».
В 2017 и 2020 году соответственно актёр сыграл роль мага Светозара в фильмах «Последний богатырь» и «Последний богатырь: Корень зла». Между этим, в 2018 году, в сериале «Домашний арест» исполнил роль адвоката Даниила Головкина.
В 2020 году в российский прокат вышла историческая драма «Серебряные коньки», где Трибунцев сыграл фонарщика Петра, отца главного героя.
В сентябре 2021 года также вышла криминальная комедия Петра Буслова «БУМЕРанг» с Тимофеем Трибунцевым и Дмитрием Нагиевым в главных ролях.

### Общественная позиция
В ноябре 2023 года подписал письмо к омбудсмену Татьяне Москальковой с просьбой изменить меру пресечения фигурантам «Театрального дела»

## Личная жизнь
Женат на Ольге Теняковой, актрисе театра Камбуровой и театра «Практика». Имеет дочь от первого брака.

## Творчество

### Роли в театре
«Сатирикон»
- 2002 — «Макбетт» Ионеско. Режиссёр: Юрий Бутусов — Макол, охотник за бабочками, Кандор, 2-й шут, раненый солдат
- 2004 — «Ричард III» У. Шекспира. Режиссёр: Юрий Бутусов — граф Риверс, Ричард герцог Йорк, убийца, монах, гонец, могильщик, горожанин
- 2005 — «Смешные деньги» Р. Куни. Режиссёр: Константин Райкин — Билл
- 2006 — «Король Лир» У. Шекспира. Режиссёр: Юрий Бутусов — граф Кент (премия «Чайка» в номинации «Ослепительный миг»)
- 2007 — «Сиротливый Запад» Мартина Макдонаха. Режиссёр: Константин Райкин — отец Уэлш
- 2009 — «Доходное место» А. Н. Островского. Режиссёр: Константин Райкин — Досужев
- 2011 — «Чайка» А. П. Чехова. Режиссёр: Юрий Бутусов — Треплев
- 2013 — «Отелло» У. Шекспира. Режиссёр: Юрий Бутусов — Яго
- 2018 — «Дон Жуан» Ж.-Б. Мольера. Режиссёр: Е. Перегудов — Дон Жуан
- 2022 — «Р.» Н. В. Гоголь. Режиссёр: Юрий Бутусов — Антон Антонович
- 2023 — «На дне» Режиссер: Борис Казанцев

Театр музыки и поэзии п/р Елены Камбуровой
- «Туве Янссон. Точка слева.» — Снусмумрик
- «1900» А. Барикко — музыкант (моноспектакль)

Центр драматургии и режиссуры п/р А. Казанцева и М. Рощина
- «Повесть о капитане Копейкине» — капитан Копейкин (моноспектакль)
- «Смерть Тарелкина» — Живец, экзекутор; Шатала, полицейский; Унмеглихкейт, доктор; 3-й чиновник; 3-й кредитор
- «Москва — открытый город» — участие в пьесе «Энтомологи» Елены Рейсс
- «Галина Моталко» — Андрюха Репин

Театральное товарищество «814»
- «Сны Родиона Романовича» — кок

Театр «Практика»
- 2007 — «Этот ребёнок»

Независимый театральный проект
- 2006 — «Дед Мороз — Мерзавец»[9] Ж. Баласко, М.-А. Шазель, К. Клавье, Ж. Жюньо, Т. Лермитт, Б. Мойно — Феликс (Дед Мороз)

ЦиМ
- 2010 — «Ёжик и Медвежонок» — Ёжик

Другой театр
- «Санта-Круз» — Пелегрин

Московский драматический театр имени А. С. Пушкина
- 2016 — «Барабаны в ночи» Б. Брехта. Режиссёр: Юрий Бутусов — Андреас Краглер

Театр наций
- 2025 — «Дон Кихот» М. Сервантеса. Режиссёр: Антон Фёдоров — Дон Кихот

Другие театры
- «Ромео и Джульетта» — Пётр (слуга кормилицы)
- 2020 — «Борис» А. С. Пушкина. Режиссёр: Дмитрий Крымов — Борис Годунов, Проект Дмитрия Крымова, продюсера Леонида Робермана и Музея Москвы, Москва

Какие-то роли выделять не хочу, они мне все дороги, все «прожиты», прочувствованы. А спектакли… Пожалуй, «Макбет», «Ричард III» (это постановки Юрия Бутусова), «Король Лир», «Смерть Тарелкина». Серьёзные, добротные работы. И роли в них — не одноплановые, не «однобокие». А вообще, люблю трагикомизм.Тимофей Трибунцев

## Фильмография
| Год       |     | Название                                                  | Роль                                                                |
| --------- | --- | --------------------------------------------------------- | ------------------------------------------------------------------- |
| 2001      | с   | Дальнобойщики                                             | «Фюрер»                                                             |
| 2002      | ф   | Дорога                                                    | Имя персонажа не указано                                            |
| 2002      | ф   | Звезда                                                    | Имя персонажа не указано                                            |
| 2002      | с   | Провинциалы                                               | милиционер                                                          |
| 2003      | ф   | Подари мне жизнь                                          | Джойстик                                                            |
| 2003      | с   | Стилет                                                    | Козлёнок                                                            |
| 2004      | с   | Штрафбат                                                  | Чудилин, штрафник                                                   |
| 2005      | с   | Эшелон                                                    | Филипп Головастиков                                                 |
| 2006      | ф   | Кружовник                                                 | первый милиционер                                                   |
| 2006      | ф   | Остров                                                    | Анатолий в молодости                                                |
| 2007      | ф   | Глянец                                                    | Валера                                                              |
| 2007      | ф   | Жёлтый дракон                                             | «Поляк» (Владислав), криминальный авторитет                         |
| 2007      | ф   | Жестокость                                                | Владик                                                              |
| 2007      | с   | Завещание Ленина                                          | «Громобой»                                                          |
| 2007      | с   | Ликвидация                                                | Мотя Жмых                                                           |
| 2007      | ф   | Надежда как свидетельство жизни                           | Тимофей Рязанцев                                                    |
| 2007      | ф   | Отрыв                                                     | член комиссии                                                       |
| 2007      | ф   | Путешествие с домашними животными                         | мент                                                                |
| 2007      | ф   | Сыщик Путилин                                             | агент Валет                                                         |
| 2007      | ф   | Посторонний                                               | отец мальчика                                                       |
| 2008      | ф   | Деньги для дочери                                         | Имя персонажа не указано                                            |
| 2008      | ф   | Опасная связь                                             | Имя персонажа не указано                                            |
| 2008      | ф   | Убийство в дачный сезон                                   | Дмитрий Иосифович                                                   |
| 2008      | ф   | Юрьев день                                                | Колька, пьяница                                                     |
| 2009      | с   | Аптекарь                                                  | Шубников                                                            |
| 2009      | с   | Братья Карамазовы                                         | некто                                                               |
| 2009      | с   | Деревенская комедия                                       | Алексей Котов                                                       |
| 2009      | с   | Деревенский романс                                        | Петр Котов                                                          |
| 2009      | с   | Исаев                                                     | Колька-анархист                                                     |
| 2009      | ф   | Операция «Праведник»                                      | Фима                                                                |
| 2009      | ф   | Крест в круге                                             | Борис Григорьев                                                     |
| 2009      | ф   | Любка                                                     | Петя «Штырь», приёмный отец Любки, домушник                         |
| 2009      | ф   | Пелагия и белый бульдог                                   | Владимир Львович Бубенцов, инспектор из Петербурга                  |
| 2009      | ф   | Человек, который знал всё                                 | Сурин Виталик                                                       |
| 2009      | ф   | Чёртова дюжина                                            | Имя персонажа не указано                                            |
| 2009      | ф   | Чудо                                                      | Имя персонажа не указано                                            |
| 2009      | кор | Печатников переулок, дом 3                                | Имя персонажа не указано                                            |
| 2010      | ф   | Черчилль                                                  | Петя, водитель Суслопарова                                          |
| 2010—2011 | с   | Побег                                                     | Фёдор Сергеевич Беленко, майор                                      |
| 2010      | ф   | Москва. Центральный округ                                 | Имя персонажа не указано                                            |
| 2010      | ф   | Луч на повороте                                           | Арсений Жуков                                                       |
| 2010      | ф   | Дело Крапивиных                                           | Листьев                                                             |
| 2010      | ф   | Громозека                                                 | Мишка-архангел                                                      |
| 2010—2011 | с   | Гражданка начальница                                      | Геннадий Дьяченко                                                   |
| 2010      | с   | Голоса                                                    | Петр Гринько                                                        |
| 2010—2014 | с   | Стасов                                                    | Роман Стасов, адвокат                                               |
| 2010      | ф   | Счастье моё                                               | офицер с гробом                                                     |
| 2011      | с   | Раскол                                                    | Мелеша, купец                                                       |
| 2011      | ф   | Баллада о бомбере                                         | Полевой, капитан из особого отдела                                  |
| 2011      | с   | Случайный свидетель                                       | Вадим Шапорин / Виктор Шапорин                                      |
| 2011      | ф   | Олимпийская деревня                                       | Эдик                                                                |
| 2011      | ф   | «Кедр» пронзает небо                                      | Вадим Бойко                                                         |
| 2011      | ф   | Воин.com                                                  | военком                                                             |
| 2012      | ф   | Ч.С. Чрезвычайная Ситуация                                | Крайнов                                                             |
| 2012      | кор | Проклятие                                                 | Актёр на кастинге                                                   |
| 2012      | с   | Одесса-мама                                               | Фикса                                                               |
| 2012      | ф   | Четверг, 12-е                                             | Казимир                                                             |
| 2012      | ф   | Отдам котят в хорошие руки                                | Николай Олегович Колосовский                                        |
| 2012      | ф   | Настоящая любовь                                          | Вениамин Ковалёв                                                    |
| 2012      | ф   | Выхожу тебя искать 2                                      | Дмитрий Козырев                                                     |
| 2012      | ф   | В тумане                                                  | полицай                                                             |
| 2012      | ф   | В зоне риска (3-я серия)                                  | Борис Александрович Томилин                                         |
| 2012      | с   | Предчувствие                                              | Гоша                                                                |
| 2012      | ф   | Соло на саксофоне                                         | Михаил Михайлович Бурков                                            |
| 2012      | с   | Дело следователя Никитина                                 | Николай Ежов                                                        |
| 2012      | с   | Дорога в пустоту                                          | Николай Михайлович Поликарпов, дядя Марины                          |
| 2013      | ф   | Пётр Лещенко. Всё, что было…                              | Соколов, капитан                                                    |
| 2013      | с   | Всё будет хорошо!                                         | доктор в травмпункте                                                |
| 2013      | ф   | Пельмени                                                  | Вова                                                                |
| 2013      | с   | Департамент                                               | Леонид Иванов                                                       |
| 2013      | ф   | Женский день                                              | Евгений Алексеевич                                                  |
| 2013      | ф   | Привет от Катюши                                          | Ковзик, староста деревни Выселки                                    |
| 2013      | ф   | Страна хороших деточек                                    | папа                                                                |
| 2013      | ф   | Частное пионерское                                        | капитан милиции Олег Витюшкин                                       |
| 2014      | с   | Две зимы и три лета                                       | Егорша                                                              |
| 2014      | с   | Наследие                                                  | Борис Сергеевич Курыкин                                             |
| 2014      | ф   | В спорте только девушки                                   | Семеныч                                                             |
| 2014      | с   | Кураж                                                     | Ролан Быков                                                         |
| 2014      | ф   | Я — Ангина!                                               | Василий Званько                                                     |
| 2014      | ф   | Последний вагон. Весна                                    | Полежаев                                                            |
| 2014      | ф   | Подъёмная сила                                            | Имя персонажа не указано                                            |
| 2014      | ф   | Поддубный                                                 | эмигрант                                                            |
| 2014      | с   | Ирония Романа                                             | Константин Воробьёв, отец Ромы                                      |
| 2014      | с   | Куприн                                                    | Ванька-Встанька                                                     |
| 2014      | с   | Старое ружьё                                              | Пётр, учитель                                                       |
| 2014      | ф   | Нечаянно                                                  | Коля                                                                |
| 2014      | ф   | Ветреная женщина                                          | Сергей Викторович Кулаков, доктор                                   |
| 2014      | с   | Уходящая натура                                           | Денис                                                               |
| 2014      | ф   | Пациенты                                                  | Брюсов, психолог                                                    |
| 2015      | с   | Родина                                                    | Марат                                                               |
| 2015      | ф   | Орлеан                                                    | Боря Амаретто, иллюзионист                                          |
| 2015      | ф   | Частное пионерское 2. Ура, каникулы!!!                    | капитан милиции Олег Витюшкин                                       |
| 2015      | ф   | Ближе, чем кажется                                        | папа Коли                                                           |
| 2015      | с   | Тихий Дон                                                 | Прохор Зыков                                                        |
| 2015      | с   | Метод                                                     | Коля «Пиночет»                                                      |
| 2015      | с   | Фарца                                                     | Борис Иванов, сотрудник госбезопасности                             |
| 2015      | ф   | Рая знает                                                 | Виктор Сергеевич Петров, бывший участковый                          |
| 2016      | ф   | Страна чудес                                              | Валера                                                              |
| 2016      | ф   | День выборов 2                                            | Виктор Иванович Балашов-второй, подставной кандидат в губернаторы   |
| 2016      | ф   | Монах и бес                                               | Иван, Семёнов сын                                                   |
| 2016      | ф   | Погоня за шедевром                                        | Николай Басов                                                       |
| 2017      | с   | Что и требовалось доказать                                | профессор Дмитрий Карлович Штоппель                                 |
| 2017      | ф   | Частное пионерское 3                                      | капитан милиции Олег Витюшкин                                       |
| 2017      | ф   | Последний богатырь                                        | маг Светозар                                                        |
| 2017      | ф   | Легенда о Коловрате                                       | Знахарь                                                             |
| 2018      | ф   | Русский Бес                                               | Захар Захарович Захаров, следователь                                |
| 2018      | ф   | Килиманджара                                              | Лёша                                                                |
| 2018      | ф   | Вечная жизнь Александра Христофорова                      | Соломон                                                             |
| 2018      | ф   | Семь пар нечистых                                         | Аламасов                                                            |
| 2018      | ф   | Порт                                                      | мастер                                                              |
| 2018      | с   | Домашний арест                                            | Даниил Головкин, адвокат                                            |
| 2019      | ф   | Праздник                                                  | Виталий                                                             |
| 2019      | ф   | Оккупация                                                 | Имя персонажа не указано                                            |
| 2019      | с   | Фантом (сериал)                                           | Стас                                                                |
| 2019      | ф   | Мёртвое озеро                                             | Ёнко Семёнов, журналист                                             |
| 2019      | с   | Подкидыш                                                  | Пантелей Иннокентьевич Суббота, майор милиции, начальник отделения  |
| 2019      | ф   | Одесский пароход                                          | Олег Кобыликвер, певец                                              |
| 2019      | ф   | Хандра                                                    | Трибунцев, камео                                                    |
| 2020      | ф   | Проект «Анна Николаевна»                                  | Кирьяков, жулик                                                     |
| 2020      | кор | «Небытие»                                                 | Николай Гоголь                                                      |
| 2020      | с   | Окаянные дни (новеллы «Массаж по удалёнке» и «Тело боли») | Имя персонажа не указано                                            |
| 2020      | ф   | Серебряные коньки                                         | Фонарщик Пётр, отец Матвея                                          |
| 2020      | ф   | Доктор Лиза                                               | Геннадий Владимирович Ершов, сварщик                                |
| 2020      | с   | Мёртвые души                                              | Ноздрёв                                                             |
| 2020      | ф   | Последний богатырь: Корень зла                            | маг Светозар                                                        |
| 2021      | с   | Полёт                                                     | Краевский, отец Ильи, писатель                                      |
| 2021      | ф   | БУМЕРанг                                                  | Петрович                                                            |
| 2021      | ф   | Капитан Волконогов бежал                                  | майор Головня                                                       |
| 2021      | с   | Пищеблок                                                  | Валентин Сергеевич Носатов, доктор                                  |
| 2021      | ф   | Девятаев                                                  | парикмахер-подпольщик в санитарном бараке концлагеря «Заксенхаузен» |
| 2021      | ф   | Обратимая реальность                                      | Рудольф                                                             |
| 2021      | с   | Седьмая симфония                                          | альтист Леонид Клейман                                              |
| 2021      | с   | Алиби                                                     | Достоевский                                                         |
| 2022      | ф   | Бансу                                                     | Имя персонажа не указано                                            |
| 2022      | с   | Исправление и наказание                                   | Иван Зыков                                                          |
| 2022      | ф   | Чук и Гек. Большое приключение                            | командир                                                            |
| 2022      | ф   | Происшествие в стране Мульти-Пульти                       | Чебурашка                                                           |
| 2023      | ф   | Снегирь                                                   | Юрий                                                                |
| 2023      | ф   | Страсти по Матвею                                         | священник                                                           |
| 2023      | с   | Цербер                                                    | Лавр Петрович Переходов, сыщик                                      |
| 2024      | с   | Дядя Лёша                                                 | дядя Лёша                                                           |
| 2024      | ф   | Подростки. Первая любовь                                  | Захарыч, учитель Олега                                              |
| 2024      | с   | Юг                                                        | следователь                                                         |
| 2024      | с   | Дети перемен                                              | Сергей Михалыч                                                      |
| 2024      | с   | Подслушано в Рыбинске                                     | Юрий Мальцев                                                        |

#### Киножурнал «Фитиль»
| Год  |     | Название         | Роль                 |
| ---- | --- | ---------------- | -------------------- |
| 2005 | кор | Наши жёны (№ 25) | инспектор-стажёр ДПС |

## Награды и номинации
- 2006 — Театральная премия «Чайка» за роль Кента в спектакле «Король Лир» в номинации «Ослепительный миг» (лучший эпизод).[10]
- 2012 — Зрительская премия «ЖЖивой театр» в номинации «актёр» за роль в спектакле «Чайка»
- 2016 — Лауреат независимой премии «Парабола» (2016 год)
- 2017 — Лауреат 25-го открытого фестиваля кино стран СНГ, Латвии, Литвы и Эстонии «Киношок» за главную роль в фильме «Монах и бес».
- 2017 — «Хрустальный подсвечник» за лучшую мужскую роль XII Международного православного Сретенского кинофестиваля «Встреча» за главную роль в фильме «Монах и бес».
- 2017 — Лауреат премии российской Гильдии киноведов и кинокритиков «Белый слон» (2017 год) за главную роль в фильме «Монах и бес».
- 2017 — Премия «Ника» за лучшую мужскую роль (фильм «Монах и бес»)[11]
- 2019 — Международная премия Станиславского в номинации «за яркие актерские работы последних лет»[12]
- 2019 — Приз «Золотой телёнок» за лучшее исполнение роли второго плана в фильме «Царапина на бисквите»[13]
- 2020 — «Звезда театрала» в номинации «Лучшая мужская роль» за роль Бориса Годунова. «Борис».
- 2021 — Российская национальная театральная премия «Золотая маска» в номинации «Лучшая мужская роль в драме» за спектакль «Борис», Музей Москвы.